# Лятно тръшване (2011)
Лятно Тръшване 2011 (на английски: Summerslam 2011) е турнир на Световната федерация по кеч. Турнирът е pay-per-view и се провежда на 14 август 2011 г. на Стейпълс Център в Лос Анджелис, Калифорния.

### Фон
Основната вражда на Лятно тръшване от шоуто Разбиване беше между Крисчън (кечист) и Ранди Ортън, за Световната титла в тежка категория. На Екстремни правила на 1 май 2011 г. Крисчън победи Алберто Дел Рио мач със стълби за свободната световна титла в тежка категория Крисчън победи Алберто Дел Рио и спечели световната титла за първи път в своята кариера. Но 2-дни по-късно след турнира Теди Лонг урежда мач на Крисчън срещу Ренди Ортън по-късно вечерта за световната титла в тежка категория Ортън победи Крисчън и стана новият световен шампион, на турнира Отвъд предела имат мач за световната титла отново Ортън пак победи Крисчън на следващия турнир Бойно поле, Ортън пак победи Крисчън, а на Договора в куфарчето Крисчън стана шампион за 2-ри път в случай като се изплю в лицето на Ортън и Ортън не можа да се контролира и ритна Крисчън в топките и загуби титлата, новият главен оперативен директор Трите Хикса, официално обяви че Крисчън (кечист) ще защити Световната титла в тежка категория срещу Ранди Ортън в мач без никакви ограничения на турнира Лятно тръшване (2011).

## Мачове
| #        | Мач | Правила                                                                                            | Време   |
| -------- | --- | -------------------------------------------------------------------------------------------------- | ------- |
| Дарк мач | Долф Зиглър (с Вики Гереро) победи Алекс Райли                                                          | Сингъл мач                                                                                         | Unknown |
| 1        | Кофи Кингстън, Джон Морисън и Рей Мистерио победиха Миз, Ар Труф и Алберто Дел Рио (с Рикардо Родригез) | Отборен мач между 6 мъже                                                                           | 09:37   |
| 2        | Марк Хенри победи Шеймъс чрез отброяване                                                                | Сингъл мач                                                                                         | 09:22   |
| 3        | Кели Кели (c) (с Ийв Торес) победи Бет Финикс (с Наталия (кечист)                                       | Сингъл мач за титлата на дивите                                                                    | 06:33   |
| 4        | Уейд Барет победи Даниел Брайън                                                                         | Сингъл мач                                                                                         | 11:47   |
| 5        | Ранди Ортън победи Крисчън (кечист) (c)                                                                 | Мач без правила за световната титла в тежка категория                                              | 23:43   |
| 6        | Шампиона на федерация Си Ем Пънк победи шампиона на федерация Джон Сина                                 | Сингъл мач за беспорната титла на световната федерация по кеч със специален гост съдия Трите Хикса | 24:17   |
| 7        | Алберто Дел Рио победи Си Ем Пънк (c)                                                                   | Сингъл мач за титлата на федерацията Алберто кешва договора в куфарчето                            | 00:12   |